# Jeffrey Weissman
Jeffrey Weissman (California, Estados Unidos, 2 de octubre de 1958) es un actor y director de cine estadounidense. Ha aparecido en docenas de películas y programas de televisión, sobre todo es conocido por interpretar a George McFly en  Back to the Future Part II y III y como Teddy Conway en El jinete pálido. Ha aparecido como estrella invitada en El espantapájaros y la señora King, Max Headroom, Dallas, The Man Show, y con Dick Van Dyke en Diagnosis: Murder y como Screech's Guru en Salvado por la Campana.
Continúa actuando, en el escenario, el cine y la televisión. Entrena y enseña, desde el arte de la commedia dell'arte hasta la técnica cinematográfica, con estudiantes que incluyen tanto a profesionales como a recién llegados a las artes. Y enseña actuación para cine, dirección, escritura e improvisación en la Escuela de Realización de Cine Digital de San Francisco.

## Biografía
Jeffrey se formó en actuación en el American Conservatory Theatre y en las universidades de San Frascisco, Los Ángeles y Santa Mónica. Su experiencia en la comedia incluye su trabajo con The Second Cityex Alumns, Los Angeles Theatre Sports, Andy Goldberg y Bill Hudnutt Sitcom Workshops, (antes Harvey Lembeck). También se formó en Berkeley Rep. En "Finding the Inner Imp" trabajó con Ron Campbell y participó en talleres de actuación con Peter Flood, Jackie Benton y Magic Theatre Gym. Se ha formado en talleres de danza, movimiento y cuentacuentos con la Voz de Hombres en Movimiento. También entrenó con Jackie Benton, Peter Flood y Bill Hudnut, y fue jugador universitario con Los Angeles Theatersports.

## Carrera
Jeffrey Weissman ha trabajado en comerciales, programas de televisión y largometrajes, y probablemente sea más conocido por su interpretación del papel de George McFly en las dos secuelas de Back to the Future, asumiendo el papel de Crispin Glover, quien se negó en volver a interpretar al personaje. Para el papel, Weissman usó un maquillaje extremadamente pesado para que se pareciera a Glover, es decir con el actor de reemplazo, se realizó Falso Shemp, y la mayoría de sus escenas fueron filmadas con él estando de espaldas o muy atrás desenfocado, eso para que la gente no reconozca que se trataba de otro actor (lo que llevó a Glover a demandar a los productores de Universal por usar su imagen física sin su permiso).
Jeffrey ha realizado ADR y ha trabajado en docenas de proyectos; Heathers, Loverboy, The Best Times, Crime of Innocence, Pale Rider, Hot Resort y otros.